# Rivière Rocheuse (rivière du Malin)
Pour les articles homonymes, voir Rivière Rocheuse.
La rivière Rocheuse est un cours d'eau affluent de la rivière du Malin, coulant dans le territoire non organisé de Lac-Jacques-Cartier, dans la municipalité régionale de comté de La Côte-de-Beaupré, dans la région administrative de la Capitale-Nationale, dans la province de Québec, Canada. Le parcours de la rivière passe notamment dans le parc national de la Jacques-Cartier.
La foresterie est la principale activité économique du secteur ; les activités récréo-touristiques viennent ensuite[réf. souhaitée].
La surface de la rivière Rocheuse (sauf les zones de rapides) est généralement gelée de début décembre à fin mars, mais la circulation sécuritaire sur la glace se fait généralement de fin décembre à début mars.

## Géographie
Les principaux bassins versants voisins de la rivière Rocheuse sont :
- côté nord : rivière du Malin, rivière Jacques-Cartier ;
- côté est : lac Fragasso, lac Sautauriski, rivière Montmorency ;
- côté sud : lac Fragasso, lac Sautauriski, lac Walsh, rivière à la Chute ;
- côté ouest : rivière du Malin, rivière Jacques-Cartier, rivière Jacques-Cartier Nord-Ouest.

La rivière Rocheuse tire sa source à la confluence de deux ruisseaux de montagne 780 m, situé dans le territoire non organisé du Lac-Jacques-Cartier, dans la municipalité régionale de comté (MRC) La Côte-de-Beaupré.
À partir de cette confluence, la rivière Rocheuse coule sur 17,5 km, avec une dénivellation totale de 223 m, selon les segments suivants :
- 3,4 km vers le sud en formant une grande courbe vers l’est, jusqu’à un ruisseau non identifié (venant du nord) ;
- 3,4 km vers le sud en formant un premier crochet vers l'ouest et un second en fin de segment où la rivière bifurque vers l'ouest avant de traverser sur 0,2 km le lac Bradette (altitude : 721 m) jusqu'à son embouchure ;
- 4,2 km vers le sud en formant quelques serpentins, jusqu'à une longue baie de la rive est du lac des Alliés ;
- 2,7 km vers l'ouest en traversant le lac des Alliés (longueur : 3,0 km ; altitude : 713 m), en contournant une grande presqu'île rattachée à la rive sud, jusqu'au barrage des Alliés aménagé à l'embouchure du lac ;
- 1,4 km vers l'ouest en traversant une série de rapides en fin de segment jusqu'à un coude de rivière ;
- 2,4 km vers le nord en traversant deux longues séries de rapides, jusqu'à son embouchure[3].

À partir de la confluence de la rivière Rocheuse, le courant coule sur 4,6 km vers le sud-ouest, en suivant le cours de la rivière du Malin soit une vallée encaissée ; puis sur km vers le sud par le cours de la rivière Jacques-Cartier jusqu'à la rive nord-est du fleuve Saint-Laurent.

## Toponymie
Le toponyme « rivière Rocheuse » a été officialisé le 5 décembre 1968.